# Manuel Negrete
Manuel Negrete Arias (født 11. marts 1959 i Ciudad Altamirano, Mexico) er en tidligere mexicansk fodboldspiller (midtbane).
Negrete repræsenterede flere klubber i den mexicanske liga, hvoraf længst tid (10 sæsoner) blev tilbragt hos Pumas UNAM. Han var også kortvarigt professionel i Europa, hvor han spillede for Sporting Lissabon i Portugal og Sporting Gijón i Spanien.
Han spillede desuden, i perioden 1981-1990, 57 kampe og scorede 12 mål for Mexicos landshold. Han var en del af det mexicanske hold der nåede kvartfinalerne ved VM i 1986 på hjemmebane, og spillede samtlige holdets fem kampe i turneringen.